# Једноставни тактови
Једноставни тактови (прости) (фр. mesure) су они тактови који имају наглашен само један тактов део (теза) и један или два ненаглашена тактова дела (арза).
У једноставне тактове спадају сви дводелни и троделни тактови.
1. Дводелни тактови садрже два тактова дела. Први је наглашен, други - ненаглашен.
У дводелне тактове убрајамо: 21,  22  (или alla breve такт),  24,  28  и  216 . 
2. Троделни тактови садрже три тактова дела. Први је наглашен, други и трћи - ненаглашени.
У троделне тактове убрајамо: 31,  32,  34,  38  и  316 . 